# Johann Gottfried Zentgrav
Johann Gottfried Zentgrav (auch Zentgraf, Zentgraff, latinisiert Zentgravius; * 1. Oktober 1722 in Straßburg; † 24. März 1762 in Gießen) war ein deutscher Rhetoriker, Philologe und evangelischer Theologe.

## Leben
Zentgrav, Sohn von Johann Joachim Zentgraf II (1688–1731), immatrikulierte sich am 3. April 1736 an der Philosophischen Fakultät der Universität Straßburg. Im Sommersemester 1747 studierte er an der Universität Jena. Seine Studien setzte er an der Universität Wittenberg fort, wo er am 30. Mai 1749 den Magistergrad der Philosophie erhielt und wurde 1750 Adjunkt der philosophischen Fakultät der Universität Jena. Noch im selben Jahr wurde er Inspektor des „Collegium Wilhelmitanum“ und Sonntags-Mittagsprediger in Straßburg. Vom 21. Juli 1753 bis zu seinem Tode war er ordentlicher Professor der Beredsamkeit und Dichtkunst (eloquentiae et poesos) an der Universität Gießen, noch im selben Jahr wurde er auch außerordentlicher Professor der Theologie und 1754 Vesperprediger an der Gießener Stadtkirche.

## Schriften
- De ritibus baptismalibus seculi secundi, Jena 1749